# Toujouse
 Toujouse  là một xã thuộc tỉnh Gers trong vùng Occitanie miền nam nước Pháp.